# Erik Adolf von Willebrand
Erik Adolf von Willebrand (1870-1949) est un anatomiste finlandais, professeur à l'université d'Helsinki. Il est le premier à décrire l'anomalie de la coagulation du sang à laquelle il a donné le nom, la maladie de Willebrand.